# Gaststätte Wordhaus

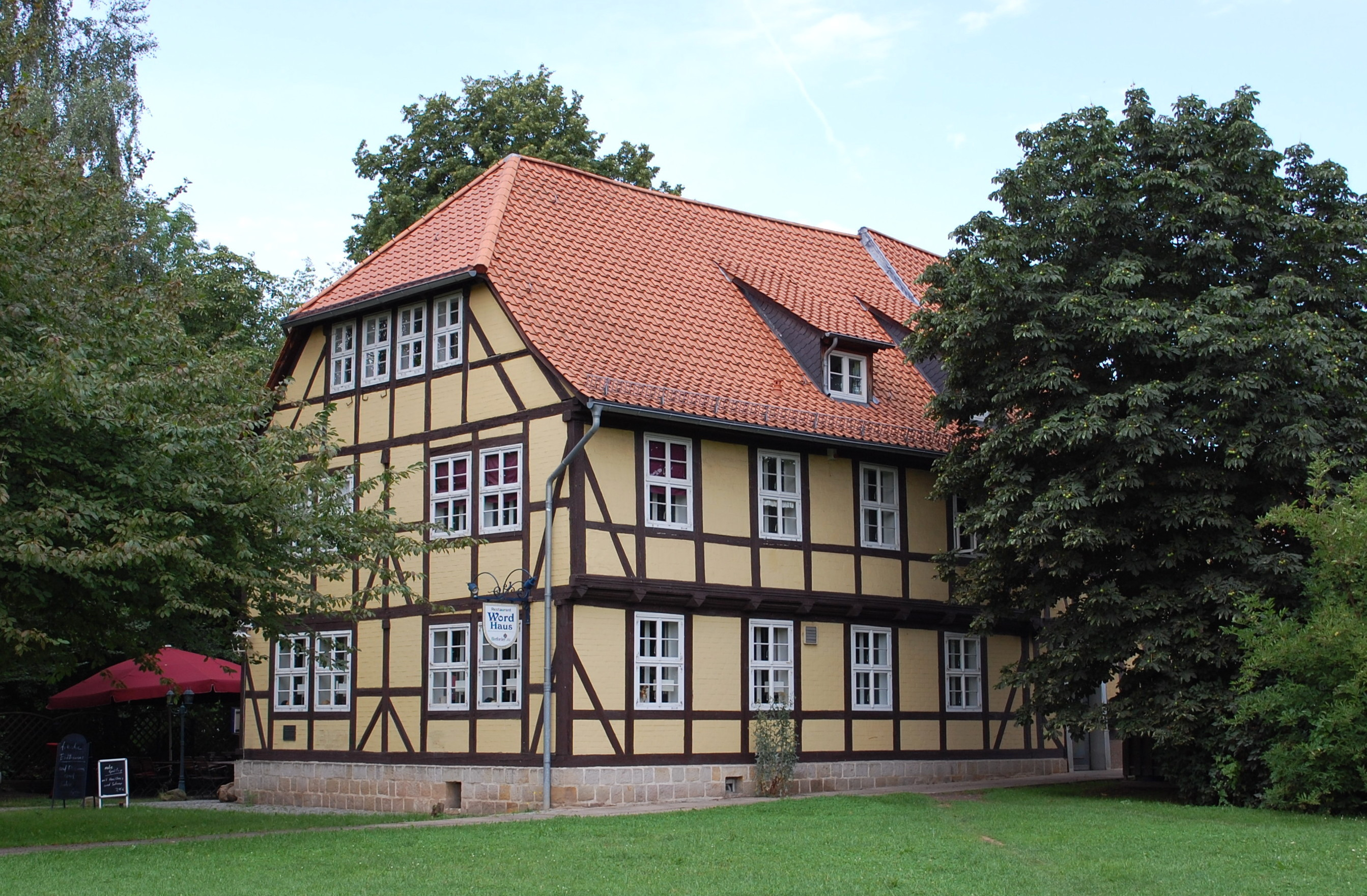
Gaststätte Wordhaus, Blick von Nordosten

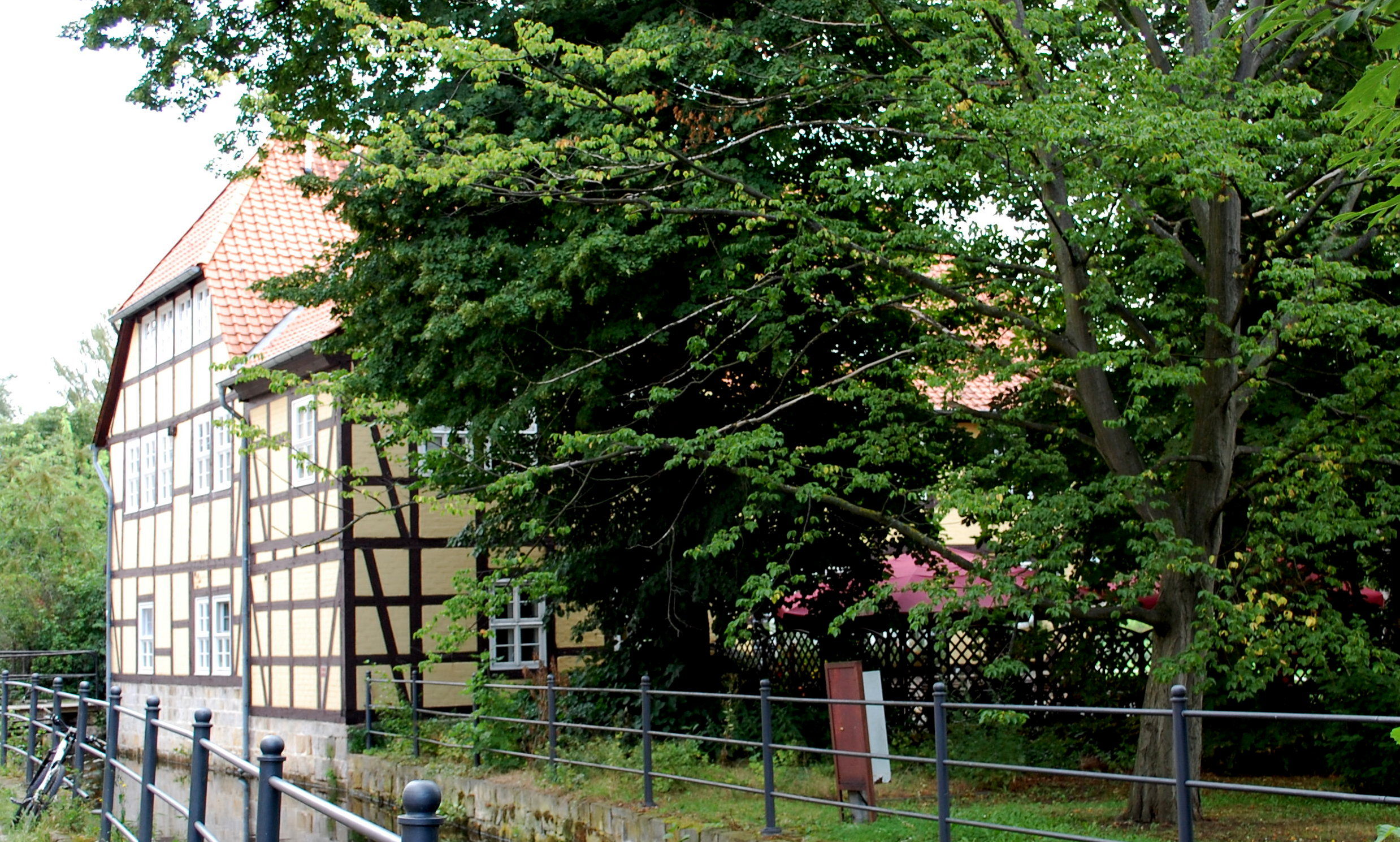
Westseite am Mühlbach

Die Gaststätte Wordhaus ist ein als Restaurant genutztes denkmalgeschütztes Gebäude in Quedlinburg in Sachsen-Anhalt.

## Lage
Das im Quedlinburger Denkmalverzeichnis eingetragene Haus befindet sich östlich des Quedlinburger Schloßbergs im Stadtteil Westendorf, an der Adresse Im Wasserwinkel 4. Westlich des Hauses fließt der Mühlgraben, an dessen rechtem Ufer das Gebäude steht. Umgeben ist das Anwesen von der städtischen Grünanlage Wordgarten.

## Architektur und Geschichte
Das zweigeschossige Fachwerkhaus entstand nach einer Bauinschrift im Jahr 1699 und diente als Wassermühle. Dementsprechend verläuft unmittelbar an der westlichen Außenwand der Mühlgraben. Das obere Stockwerk des Hauses kragt auf der nördlichen Gebäudeseite über das Untergeschoss über. Die Fachwerkfassade ist mit Pyramidenbalkenköpfen verziert. Ein zweigeschossiger Seitenflügel wurde ebenfalls in Fachwerkbauweise errichtet und stammt aus dem Jahr 1844.
Von Anfang 1993 bis Ende 2023 wurde das Haus als Restaurant Word-Haus betrieben.